# Réseau éducation sans frontières
 (janvier 2010).
Améliorez-le ou discutez des points à vérifier. 
 (avril 2014).
Le Réseau éducation sans frontières, ou RESF, est un réseau composé de collectifs, de mouvements associatifs, de mouvements syndicaux, de soutiens politiques et de personnes issues de la société civile militant contre l'éloignement d'enfants étrangers scolarisés en France, causé par l'éloignement de leurs parents étrangers en situation irrégulière.
N'étant pas hiérarchisé, le réseau n'a ni président ni porte-parole ni adhésion ni trésorier (ni trésorerie, ni fonds propres, ni subvention) : chacun de ses membres a le même statut,.

## Historique
La création du réseau s'inscrit dans une série de mobilisations autour d’élèves étrangers et de leurs parents, notamment après la loi Sarkozy 2003 qui a durci la législation et fait exploser le nombre d'élèves concernés par les expulsions.
Le 26 juin 2004 s'est tenue, à la Bourse du travail de Paris, une réunion rassemblant des enseignants et du personnel de l'Éducation nationale, des parents d'élèves, des éducateurs, des collectifs, des syndicats et des associations ayant une préoccupation commune : la situation des élèves majeurs étrangers en situation irrégulière et des familles en situation irrégulière ayant des enfants mineurs scolarisés (de la maternelle à l'université). Ils ont décidé ce jour-là de créer un réseau de soutien à ces enfants et à ces jeunes majeurs, le Réseau Éducation sans frontières (RESF).

## Contexte
Son développement est difficilement chiffrable : tous ceux qui s'activent en faveur des jeunes et des familles étrangères en situation irrégulière peuvent se réclamer du Réseau. Sa forme d'organisation est originale, sans direction, avec des décisions prises au consensus. 
Ses moyens d'information et d'expression font un grand usage d'Internet : nombreuses listes de diffusion courriels, site web, réunions publiques mais aussi une émission de radio sur Fréquence Paris Plurielle. 

### Public concerné
D'après la législation française sur les étrangers, un mineur ne peut être contraint à quitter le territoire. Néanmoins, leurs parents majeurs peuvent être éloignés s'ils sont dépourvus de titre de séjour en règle, et peuvent se retrouver par conséquent séparés de leurs enfants. Il en est de même des jeunes majeurs qui vivent également sous la menace d'une expulsion.

### Aspects juridiques
Cette organisation s'appuie sur l'article 8 de la Convention européenne des droits de l'homme (CEDH) qui préserve le droit à une « vie familiale normale ».
Pour le réseau, l'expulsion par un État d'étrangers en situation irrégulière lorsque leurs enfants sont scolarisés est incompatible avec la CEDH.

## Activités

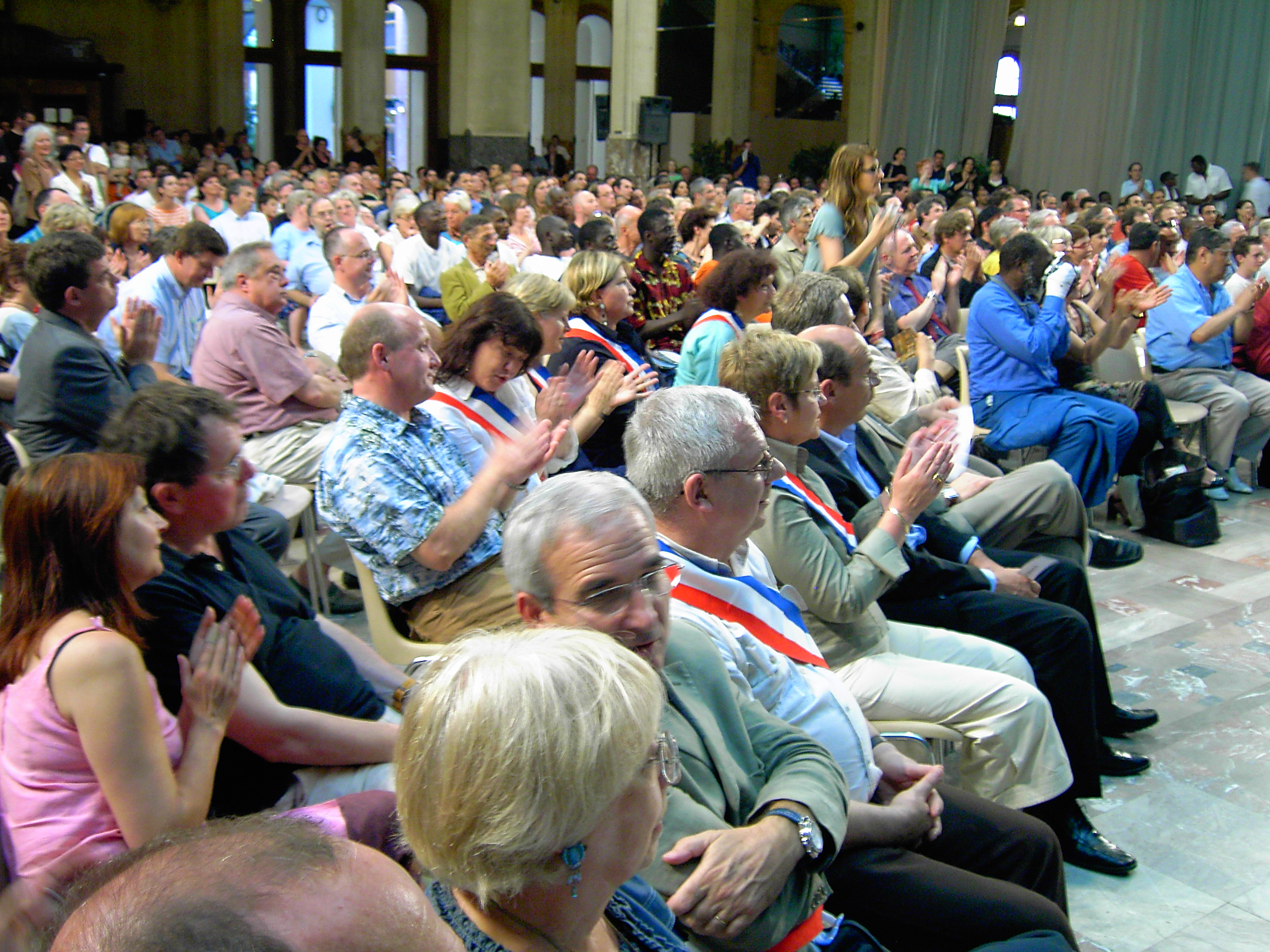
Un parrainage républicain organisé par RESF à la mairie de Lille.

Les actions se déroulent d'abord à partir des établissements scolaires : signatures de pétition, rassemblements de parents devant l'école, grèves d'enseignants, etc. Les rassemblements peuvent aussi avoir lieu dans d'autres lieux publics et prendre la forme de dépôts collectifs de dossiers. Des veilles téléphoniques sont en place par arrondissement, ville, en cas de nécessité. Des référents peuvent-être présents dans les établissements scolaires. Des permanences soutiennent et renseignent des familles en situation irrégulière sur leurs droits et les aident à constituer leurs dossiers. Des évènements festifs peuvent-être organisés, à l'échelle d'une école ou d'un quartier : goûter « de solidarité », chorales, etc.
Des campagnes sont lancées sur des sujets spécifiques et sporadiques dans le temps (campagne pour les Droits de l’enfant etc.). Des collectifs RESF peuvent s'associer à d'autres collectifs, associations ou syndicats pour divers autres évènements tels que des concerts. 
Le Réseau, afin de soutenir les enfants étrangers et leurs familles, organise des « parrainages républicains » à travers le pays. Lors de ces évènements, les enfants sont parrainés par des personnalités[Qui ?] (élus, artistes…) ou des citoyens concernés,. Les parrains s'engagent à aider ces personnes dans leurs démarches. Certaines municipalités organisent ces parrainages, par exemple, la Mairie du 20e arrondissement de Paris à l'occasion du 20e anniversaire de la Convention Internationale des Droits de l'Enfant. En juin 2013, le Conseil régional d'Ile-de-France a parrainé des jeunes majeurs.
Les membres du Réseau accompagnent fréquemment[précision nécessaire] les familles lors de leurs démarches administratives dans les préfectures. Ils assistent, parfois en nombre, aux audiences du Juge des libertés et de la détention et du Tribunal administratif lorsque des parents ou des jeunes majeurs scolarisés ont été interpellés et envoyés en Centre de Rétention Administrative. D'autres actions conduisent à empêcher les forces de l'ordre de mener des interpellations d'étrangers en situation irrégulière : présence de militants de RESF qui tâchent de prévenir les étrangers concernés, intervention auprès des policiers. Ces actions conduisent parfois les forces de police à interrompre leurs opérations. Des militants peuvent être amenés à se rendre en urgence à l’aéroport pour essayer d’empêcher une reconduite à la frontière. 
En décembre 2012, le Réseau appelle à manifester pour protester contre l'expulsion d'un lycéen tunisien condamné par le tribunal correctionnel du Mans à trois mois de prison avec sursis, pour violence en réunion.
La solidarité des membres peut également s'étendre sur des évènements du quotidien, telles que : l'assistance pour l'aide aux logements de famille (soutien auprès d'autres organismes...), la réorientation et l'accompagnement vers les établissements adéquates (Les Restos du cœur, Emmaüs, centres d'animation pour les activités extra-scolaires des enfants, inscription à des clubs sportifs...), la collecte et la redistribution individuelle de vêtements, de jouets, de livres, de fournitures scolaires, etc. RESF participe également aux manifestations en faveur des étrangers en situation irrégulière, ayant inauguré de son côté des « manifestations-ruisseaux » dans les quartiers de l'Est parisien[précision nécessaire]. 
Ces actions trouvent un écho dans la presse écrite, radio et télévisée,. Le Réseau diffuse sa propre information par le biais de son site internet, des listes de diffusion, de sites Web locaux (blogs etc.) ainsi que par l'affichage dans les établissements scolaires.

## Analyse critique
Pour le philosophe Jean-Claude Michéa, l'action du RESF correspondrait à l'aboutissement des combats de l’"Extrême Gauche libérale" et viserait à « légitimer l’abolition de tous les obstacles à l’unification juridique-marchande de l’humanité ».

## Membres du Réseau
Créé en 2004, en 2007, le Réseau compte « plus d’une centaine d’organisations, d’associations et de collectifs locaux ».
En janvier 2011, le Réseau compte 222 organisations et collectifs dispersés dans toute la France, ainsi que de nombreuses personnes individuelles.

### Mouvements associatifs (locaux)
- Association pour la démocratie-Nice (ADN)
- Association internationale de techniciens, experts et chercheurs (AITEC)
- Association des Marocains de France (AMF)
- AMHITI
- ASAV
- ATTAC-France[24]
- La Cimade[25]
- Le Droit Au Logement (DAL)
- Femmes de la Terre
- La Fédération des conseils de parents d'élèves (FCPE)[26]
- Le Groupe d'information et de soutien des immigrés (GISTI)[27]
- La Ligue des droits de l'Homme (LDH)[28]
- Le Mouvement contre le racisme et pour l'amitié entre les peuples (MRAP)
- SOS Racisme
- Réseau université sans frontières[29]
- Les Amoureux au ban public
- Association nationale d'assistance aux frontières pour les étrangers (Anafé)

### Mouvements syndicaux
- La CNT
- La FERC-CGT
- La FIDL
- La FSU[30]
- Le MGM (Syndicat de la Médecine générale)
- Le PAS 38 (syndicat de l'Isère)
- Le SAF
- Le SEDVP-FSU
- Le SGEN-CFDT
- SUD Culture Solidaires
- SUD Éducation[31]
- SUD-PTT
- SUD Santé-Sociaux
- Le Syndicat de la magistrature[32]
- L'Union des alternatives syndicales (UDAS)
- L'Union nationale des étudiants de France (UNEF)
- L'Union nationale lycéenne (UNL)
- L'UNSEN-CGT
- L'Union syndicale Solidaires
- La Fédération syndicale étudiante (FSE)

### Collectifs RESF
On compte plusieurs centaines de collectifs dispersés à travers la France, en métropole et en outre-mer. Le réseau commence à essaimer à l'étranger.
- RESF Lycée Voltaire XIe[34]
- Comité de vigilance d'Aubervilliers contre les expulsions des familles et élèves sans-papiers[35]
- RESF Montreuil[36]
- RESF Collectif des Yvelines[37]
- RESF Maroc[38],[3]
- RESF Belgique[3]

### Soutiens au Réseau
- Les Alternatifs
- Alternative libertaire
- Le Nouveau Parti anticapitaliste (NPA)
- Le Mouvement des jeunes socialistes (MJS)
- Le Mouvement Jeunes Communistes de France (MJCF)
- L'Organisation communiste libertaire
- L'Organisation communiste marxiste-léniniste – Voie prolétarienne (OCML VP)
- Le Parti communiste français (PCF)
- Le Parti de gauche
- Le Parti socialiste (PS)
- L'Union démocratique bretonne (UDB)
- EELV[39]